# Polessk
Polessk (in russo Полесск?) è una città della Russia, posta nell'oblast' di Kaliningrad.
Storicamente appartenuta alla Germania, fu nota fino al 1945 con il nome di Labiau.